# New Queer Cinema
El New Queer Cinema és un moviment cinematogràfic nascut dins del cinema independent de EE.UU. a principis dels anys 90. Els directors d'aquest moviment es van caracteritzar per la seva aproximació a la cultura queer i el seu cinema pretenia ser un revulsiu enfront les pel·lícules que buscaven donar imatges edulcorades de l'homosexualitat, tals com Maurice (James Ivory, 1987), El banquet de noces (Ang Lee, 1993) o Philadelphia (Jonathan Demme, 1993).
L'expressió New Queer Cinema va ser utilitzada per primera vegada per la periodista B. Ruby Rich en un article publicat el 1992 en la revista britànica Sight & Sound. En aquest article s'analitzava la nombrosa presència de pel·lícules amb temàtica homosexual en els festivals de cinema de l'any anterior. Alguns d'aquests films van ser Young Soul Rebels (Isaac Julien, 1991), Poison (Todd Haynes, 1990), 1992) i Swoon (Tom Kalin, 1992).
Aquesta generació de cineastes va destacar pel caràcter radical de les seves pel·lícules i per la seva forma de tractar les identitats sexuals, que desafiaven tant l'statu quo heterosexual, com la promoció d'imatges positives de l'homosexualitat que reivindicava el moviment LGBT. Aquests directors no pretenien fer un cinema de bons i dolents o que els seus personatges donessin bon exemple de l'homosexualitat, sinó poder reflectir la diferència sexual sense autocensura i allunyar-se de les convencions heterosexuals aplicades al cinema gai.
Una de les causes del caràcter rebel d'aquests realitzadors va ser que van començar a dirigir pel·lícules quan la comunitat gai encara estava commocionada per l'impacte de la sida i el neoconservadurisme promogut per Ronald Reagan, George H.W. Bush i Margaret Thatcher, que encara estava vigent.
També van comptar amb companyies de producció pròpies com Killer Films, cofundada per Christine Vachon, que va produir els debuts de Haynes i Kalin i la posterior Boys Don't Cry (Kimberly Peirce, 1999). Una altra productora cinematogràfica destacable és Andrea Sperling, qui va produir The Hours and the Times i totes les pel·lícules de Gregg Araki; actualment produeix, entre d'altres, els films de la directora Jamie Babbit com But I'm a Cheerleader (1999).

## Directors
- Gus Van Sant: Mala Nit, La meva Idaho privat, Elles també es deprimeixen
- Rose Troche: Go Fish
- Todd Haynes: Poison, Safe, Dottie Gets Spanked, Velvet Goldmine, Far from Heaven, I'm not there.
- Christopher Munch: The Hours and Times
- Gregg Araki: The Living End, The Doom Generation, Mysterious Skin
- Tom Kalin: Swoon
- Derek Jarman: Eduardo II, Caravaggio, Wittgenstein.
- Bruce LaBruce: No Skin Off My Ass
- Scott Coane: Shaving Ryan's Privates
- Bill Sherwood: Parting Glances
- Cheryl Dunye: The Watermelon Woman
- Jennie Livingston: Paris is Burning

## Influència posterior
Amb l'excepció de Gregg Araki, qui segueix fidel a l'estil de les seves primeres pel·lícules, els realitzadors del New Queer Cinema van deixar de fer cinema o van ampliar i van suavitzar el seu discurs, com és el cas de Gus Van Sant o Todd Haynes. Però la influència del moviment es pot rastrar en altres directors posteriors com John Cameron Mitchell o en pel·lícules com Johns (Scott Silver, 1996) o The Fluffer (Richard Glatzer i Wash West, 2001)